# Plectopsebium sibutense
Plectopsebium sibutense là một loài bọ cánh cứng trong họ Cerambycidae.